# Dendroxea lenis
Dendroxea lenis är en svampdjursart som först beskrevs av Topsent 1892.  Dendroxea lenis ingår i släktet Dendroxea och familjen Chalinidae. Inga underarter finns listade i Catalogue of Life.